# Parejazaury
Parejazaury (łac. Pareiasauridae) – grupa gadów, które żyły w środkowym i górnym permie (270 do 251 mln lat temu). Początkowo występowały w dzisiejszej południowej Afryce, a później rozprzestrzeniły się na Europę i Azję (istniał wtedy superkontynent Pangea). W swojej epoce były największymi i najcięższymi zwierzętami lądowymi. Wymarły podczas wielkiego wymierania pod koniec permu.
Różne rodzaje osiągały długość od 60 centymetrów (Elginia) do 3 metrów. Masa dużych form (Scutosaurus i Pareiasaurus) sięgała prawdopodobnie 600 kilogramów. Parejazaury miały masywne, niezgrabne ciało, krępe nogi i krótki ogon. Głowa i części ciała były, prawdopodobnie dla ochrony przed drapieżnikami, zaopatrzone w kostne kolce i pancerne płyty. Potencjalnymi drapieżcami były gorgonopsy z rzędu terapsydów. Parejazaury były roślinożercami, ich zęby przypominały zęby roślinożernych legwanów.
Do niedawna uważano, że żółwie są żyjącymi parejazaurami. Pancerz żółwi miał się rozwinąć z płytek kostnych parejazaurów. Nowe badania sugerują jednak, że żółwie są bliższe pozostałym współczesnym gadom.

## Rodzaje
- Bradyzaur (Bradysaurus)
- Nochelezaur (Nochelesaurus)
- Embritozaur (Embrithosaurus)
- Deltavjatia
- Velosauria
- Shihtienfenia
- Parejazuch (Pareiasuchus)
- Parejazaur (Pareiasaurus)
- Skutozaur (Scutosaurus)
- Elginia
- Nanopareia
- Anthodon